# Région de Suwałki
Ne doit pas être confondu avec Powiat de Suwałki.
La région de Suwalki (en polonais : Suwalszczyzna ; en lituanien : Suvalkų kraštas), baptisée du nom de la ville de Suwałki, est une région historique située dans l'extrême nord-est de de la Pologne, frontalier de la Lituanie. Son paysage, composé de collines morainiques, de larges vallées et de forêts, est parcouru par un important réseau hydrologique. 
Elle constitue la partie la plus septentrionale de la voïvodie de Podlachie comprenant les powiats de Suwałki, de Sejny et d'Augustów — la partie sud de l'ancien gouvernement de Suwałki. C'est une zone d'établissement de la minorité lituanienne en Pologne.
Après la Première guerre mondiale, le territoire fut convoité par la république de Pologne et la Lituanie, ce qui conduit à l'insurrection de Sejny et à la guerre polono-lituanienne de 1920. Aujourd'hui le « corridor de Suwałki » correspondant à la frontière lituanienne, est long de 85 kilomètres, distance qui sépare l'enclave russe de Kaliningrad de la Biélorussie.

## Histoire
Avant le XIIIe siècle, le lieu est peuplé par les tribus baltes des Yotvingiens colonisant la Sudovie. Au terme de plusieurs batailles avec l'ordre Teutonique, leur commandeur Komantas adopta le christianisme en 1283 et se soumit. 
Selon les stipulations de la paix du lac de Melno, l'État teutonique a dû céder la région au grand-duché de Lituanie. Par l'union de Lublin scellée en 1569, elle faisait partie de la voïvodie lituanienne de Trakai au sein de la république des Deux Nations. Au cours du troisième partage de la Pologne, en 1795, la région de Suwalki fut annexée par le royaume de Prusse et incorporée dans la province de Nouvelle-Prusse-Orientale. De 1807 à 1815, elle appartenait au duché de Varsovie.
En 1815, après le congrès de Vienne, Suwalki est rattachée au royaume de Pologne sous tutelle russe. Après la Première Guerre mondiale, la région est l'objet d'un différend entre la Pologne et la Lituanie qui en revendiquent chacune la souveraineté (cf. guerre polono-lituanienne). Aujourd'hui encore subsiste une petite communauté lituanienne, que l'on rencontre notamment à Puńsk. 

## Importance militaire
Cette région (parfois appelée corridor, passe, passage, trouée ou triangle de Suwalki) est la seule à relier les trois États baltes par voie terrestre aux autres États de l'OTAN au niveau de la frontière entre la Lituanie et la Pologne. En cas de conflit armé entre l'OTAN et la Russie, l'armée russe, qui dispose de bases militaires à proximité dans l'enclave de Kaliningrad et en Biélorussie, pourrait être en mesure de conquérir cette zone, ce qui permettrait une invasion des États baltes sans qu'une force d'assistance occidentale ne puisse être déployée rapidement.

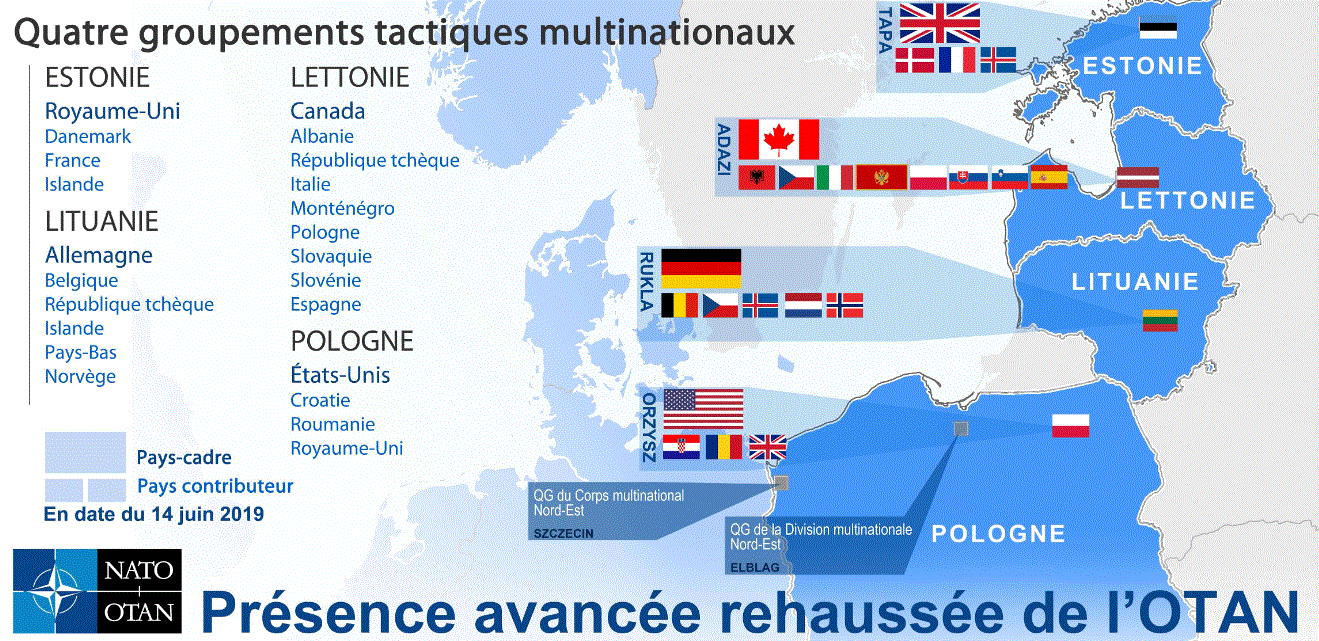
Nations participant à la présence avancée rehaussée de l'OTAN en 2019.

Des manœuvres de l'OTAN y ont eu lieu en juin 2017 et la zone, qui est considérée comme le « talon d'Achille » de l'Alliance atlantique, fait l'objet d'une attention particulière dans le cadre de la présence avancée renforcée de l'OTAN en Europe de l'Est.